# Puck van Heel
Gerardus Henricus Puck van Heel (Rotterdam, 21 de gener de 1904 - Rotterdam, 19 de desembre de 1984) fou un futbolista neerlandès de la dècada de 1930.
Fou internacional per la selecció dels Països Baixos, amb la qual participà en els Jocs Olímpics de 1928, a la Copa del Món de futbol de 1934 i a la Copa del Món de futbol de 1938. Pel que fa a clubs, va jugar al Feyenoord.
Va ser el jugador amb més partits internacionals amb Holanda, des del 4 d'abril de 1937, quan igualà a Harry Dénis, fins 1979, quan fou superat per Ruud Krol.

## Palmarès
Feyenoord
- Eredivisie
  - 1923-24, 1927-28, 1935-36, 1937-38, 1939-40
- Copa neerlandesa de futbol
  - 1930, 1935